# Прирубкинское сельское поселение
Прирубкинское сельское поселение — упразднённое муниципальное образование в центральной части Погарского района Брянской области.
Административный центр — деревня Прирубки.

## История
Образовано в результате проведения муниципальной реформы в 2005 году, путём преобразования дореформенного Прирубкинского сельсовета.
Законом Брянской области от 4 июня 2019 года Прирубкинское сельское поселение было упразднено и включено в Посудичское сельское поселение.

## Население
| 2010 | 2011 | 2012 | 2013 | 2014 | 2015 | 2016 |
| ---- | ---- | ---- | ---- | ---- | ---- | ---- |
| 701  | ↘696 | ↘655 | ↘622 | ↘620 | ↘608 | ↘602 |
| 2017 | 2018 | 2019 |      |      |      |      |
| ↘593 | ↘547 | ↗552 |      |      |      |      |

## Населённые пункты
| №  | Населённый пункт | Тип     | Население |
| -- | ---------------- | ------- | --------- |
| 1  | Прирубки         | деревня | ↘121      |
| 2  | Балыкино         | село    | ↘116      |
| 3  | Будённый         | посёлок | ↘82       |
| 4  | Грозный          | посёлок | →0        |
| 5  | Жигалки          | деревня | ↘172      |
| 6  | Заяружье         | посёлок | ↘3        |
| 7  | Первомайский     | посёлок | ↘115      |
| 8  | Рассуха          | деревня | →0        |
| 9  | Рожки            | деревня | ↘4        |
| 10 | Сочилов          | хутор   | ↘9        |

Ранее в состав сельского поселения также входил посёлок Донцов, исключённый из учётных данных в 2011 году.